# Aššur-mutakkil
Aššur-mutakkil, Sohn des Aššur-daiān, war assyrischer Limmu-Beamter unter Eriba-Adad I. Wie bereits sein Vater beherrschte er als Gouverneur die Festung Qabra am kleinen Zab.